# カフカの「城」
『カフカの「城」』（英題: The Castle）は、1997年にテレビ映画として制作されたオーストリア・ドイツ合作映画。フランツ・カフカの未完の小説『城』を、忠実に映像化。日本未公開作品。現在、DVDが販売されている。

## ストーリー
『城』を参照。

## キャスト
- ウルリッヒ・ミューエ：K
- ズザンネ・ロータ：フリーダ